# Guido Roberto Vitale
Guido Roberto Vitale (Vercelli, 5 maggio 1937 – Milano, 5 febbraio 2019) è stato un economista italiano, noto nel ruolo di banchiere d'affari per avere rinnovato con un’impronta anglosassone  il mondo economico e finanziario italiano. Dal 2003 al 2005 è stato anche presidente di Rcs Mediagroup, editore del Corriere della Sera.

## Biografia
Nato a Vercelli in una famiglia di origine ebrea, si è laureato in economia e commercio all'Università di Torino specializzandosi poi alla Graduate School of management presso la Columbia University di New York. Tornato in Italia, ha iniziato a lavorare  nel 1963 a Mediobanca, quindi alla divisione elettronica dell’Olivetti per poi fondare nel 1973 a Milano, la città d'adozione, Euromobiliare, la banca d'affari impegnata in fusioni, acquisizioni e ristrutturazioni finanziarie. Tra i soci Carlo De Benedetti (di cui fu a lungo consulente, proprio nel periodo in cui De Benedetti era alla Fiat e poi risanò con successo l'Olivetti) la Fininvest di Silvio Berlusconi, il gruppo Ferruzzi. Ha lanciato nel 1978 l'offerta pubblica d’acquisto della multinazionale americana Quaker Oats su Chiari e Forti (la seconda Opa in Italia dopo quella senza successo lanciata qualche anno prima da Michele Sindona sulla Bastogi), nel 1985 si è occupato dell'acquisizione della Buitoni da parte di De Benedetti, ha effettuato il collocamento in Borsa di varie società tra cui Recordati, Danieli, Saipem, Costa Crociere.
Di acuta intelligenza e di alto rigore morale, Vitale ha sviluppato il concetto dell'investment banking effettuato al di fuori  delle grandi strutture bancarie e societarie tradizionali, ha introdotto il concetto di bilancio consolidato che alla fine degli anni Settanta era utilizzato in Italia da pochissime aziende, ha diffuso la pratica del controllo di gestione ancora poco praticato in Italia. Nel 1991 ha lasciato Euromobiliare (finita poi al Credem), nel 1992 ha fondato con Arnaldo Borghesi la società di consulenza Vitale Borghesi & C., quindi ha stretto una partnership con la Lazard, la banca d'affari francese che in seguito, nel 1998, ne ha assunto il controllo trasformandola in Lazard Italia. Vitale ne è stato il presidente sino al 2001, quando si è rimesso in proprio dando vita alla Vitale&Associati, in seguito diventata Vitale&Co. Ne sarà il presidente fino alla morte. Tra gli ultimi dossier quello di Salini Impregilo e quello di Tim sulla rete unica dopo essere stato l'advisor del fondo Elliott.
Brusco, curioso, sornione, politicamente progressista e amante della Puglia (vicino ad Ostuni aveva una villa in cui spesso si ritirava), Vitale nutriva una grande passione per l'editoria. È stato presidente di Rcs Mediagroup dal 2003 al 2005, è stato tra i fondatori del quotidiano L'Indipendente, del sito web Linkiesta e socio dell'editrice Chiarelettere. Ogni due anni pubblicava anche, con l'intento di fare discutere la classe dirigente, un libro sui grandi temi, dalla raccolta di scritti di Luigi Sturzo alle lezioni di politica sociale di Luigi Einaudi.
È morto il 5 febbraio 2019 a Milano. Aveva 81 anni.

## Vita privata
È stato sposato con Luciana Maria Dusenszy, dalla quale ha avuto due figlie: Elena e Roberta.